# Marcus Ljungqvist
Per Marcus Ljungqvist (Falun, 26 ottobre 1974) è un ex ciclista su strada svedese, professionista fino al 2009 e dal 2010 direttore sportivo del Team Sky.

## Carriera
Passa professionista nel 1998 con la squadra italiana Cantina Tollo-Alexia; vi rimane fino al termine del 1999, conseguendo sei vittorie, due in Asia e quattro in Scandinavia, e partecipando al Tour de France 1999. Tra il 2000 e il 2002 corre con i danesi del Team Fakta, vincendo nove corse, fra cui la Parigi-Camembert e il Giro del Lussemburgo.
Nel 2003 si trasferisce alla Crédit Agricole, squadra francese, ma non vince nulla. L'anno successivo è di nuovo in Italia, stavolta alla Alessio-Bianchi (divenuta nel 2005, dopo la fusione con la Vini Caldirola, Liquigas-Bianchi), squadra con cui prende parte al Giro d'Italia, al Tour de France e alla Vuelta a España.
Prima della stagione 2006 firma infine per la CSC, il team di Bjarne Riis. Con questa squadra, nota dal 2009 come Saxo Bank, ha ottenuto una vittoria individuale e tre in cronometro a squadre. Nel 2009 termina l'attività e diventa, a partire dalla stagione 2010, direttore sportivo del Team Sky.

## Palmarès
- 1998

Scandinavian TT
2ª tappa Giro del Giappone
Nordisk Mesterskab
- 1999

Scandinavian TT
11ª tappa Tour de Langkawi
Nordisk Mesterskab
- 2000

Scandinavian TT
- 2001

Solleröloppet
Campionato svedese, In linea
3ª tappa Rheinland-Pfalz-Rundfahrt
5ª tappa Tour de Normandie
3ª tappa Giro di Rodi
- 2002

2ª tappa Giro del Lussemburgo
Classifica finale Giro del Lussemburgo
Parigi-Camembert
Route Adélie de Vitré
- 2004

Scandinavian Open Road Race
- 2005

Solleröloppet
- 2006

2ª tappa Parigi-Corrèze
- 2009

Campionato svedese, In linea

### Altri successi
- 2007

Eindhoven Team Time Trial (Cronosquadre)

## Piazzamenti

### Grandi Giri
- Giro d'Italia

2004: 63º
- Tour de France

1999: 131º
2004: 132º
2005: 125º
- Vuelta a España

2005: 113º
2006: 53º
2007: 43º

### Classiche monumento
- Milano-Sanremo

2006: 76º
2007: 97º
2008: 73º
2009: 89º
- Giro delle Fiandre

2003: ritirato
2004: ritirato
2005: 20º
2006: ritirato
2007: 45º
2008: 86º
- Parigi-Roubaix

2004: ritirato
2005: 21º
2006: 43º
2007: 46º
2008: 16º
2009: 30º
- Liegi-Bastogne-Liegi

2003: ritirato
2005: 31º
- Giro di Lombardia

2007: 52º